# Ouro de Viana
O ouro está profundamente enraizado nas mulheres do Minho, em especial nas jóias em filigrana, sendo por isso também conhecido por “Ouro de Viana”. 
Na origem deste costume, está a origem fenícia dos Minhotos. Os fenícios, que deram origens aos portugueses, foram excelentes navegadores e grandes comerciantes, desenvolveram e aprimoraram a metalurgia, a tecelagem, a tinturaria, a cerâmica e a fabricação de vidro e jóias. A necessidade levou-os a desenvolver técnicas de optimização de matéria-prima, surgia assim a filigrana, que os artificies, em Portugal, souberam levar a uma perfeição e requinte jamais conseguida em qualquer outra parte do mundo. Com esta técnica uma simples grama de ouro pode ser transformada em cerca de mil metros de fio, fino como cabelos, que em seguida são delicadamente enrolados, entrelaçados e soldados, desenhando belas obras de joalharia. 
Hoje para além de maravilhosas peças de ouro, a técnica serve de inspiração a outras formas de artesanato como os desenhos dos bordados de Viana e à cerâmica de Viana…